# 25020 Тайначенґ
25020 Тайначенґ (25020 Tinyacheng) — астероїд головного поясу, відкритий 17 серпня 1998 року.
Тіссеранів параметр щодо Юпітера — 3,501.